# (810) Атосса
(810) Атосса (лат. Atossa) — астероид главного пояса, открытый 8 сентября 1915 года немецким астрономом Максом Вольфом в обсерватории Гейдельберг и названный в честь Атоссы, королевы Персии.